# Handroanthus albus
El  lapacho amarillo (Handroanthus albus),  es un árbol nativo de la vegetación del Paraguay, Argentina, Bolivia y del Cerrado  en Brasil. También de Uruguay, Colombia y Venezuela.  Esta especie se halla en todo el Paraguay y en algunos Estados brasileños.  Es usado como árbol urbano,  y empleado en la  medicina alternativa. Florece en primavera. Crece en bosques altos de la alta cuenca del río Paraná. Se distribuye limitadamente. Habita exclusivamente sitios bajos, de suelos húmedos y profundos,  formando el estrato superior.
En Argentina se lo protege en el Parque Nacional Iguazú.

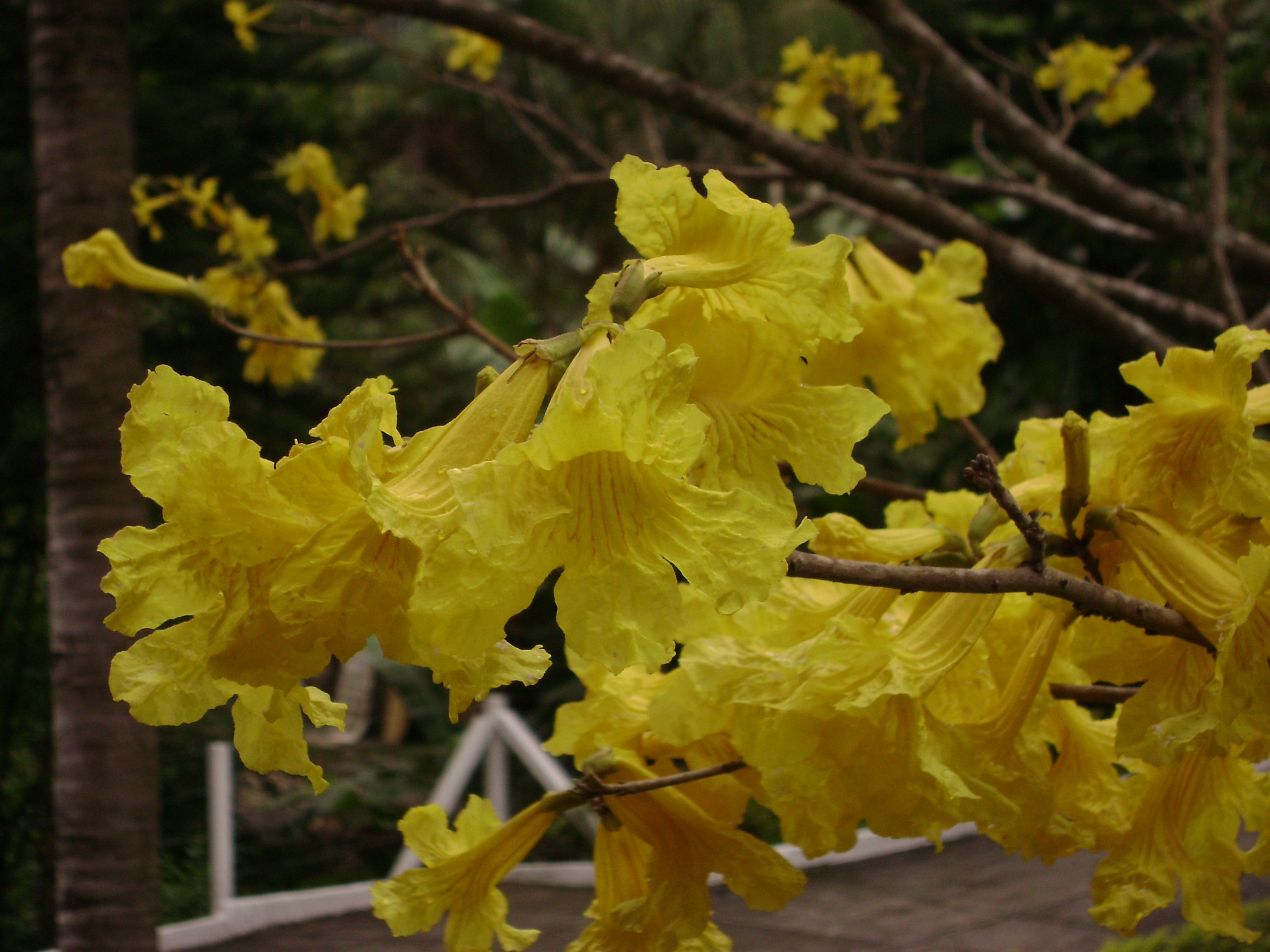
Detalle de las flores

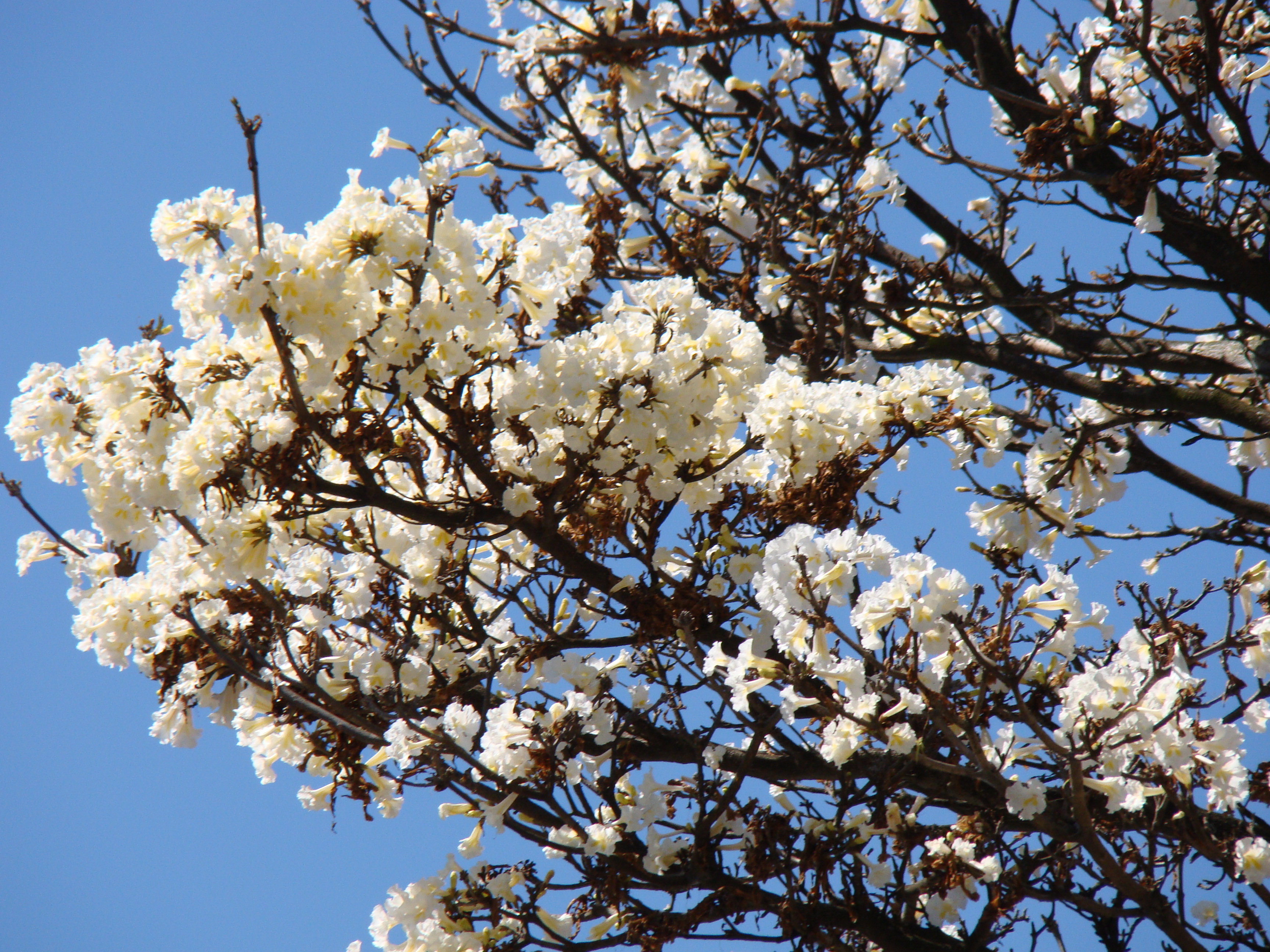
Usado como árbol ornamental

## Descripción
Presenta tronco liso, cilíndrico, de base dilatada y corteza de color ceniza. Flores  amarillentas, en inflorescencia multifloral terminal, de 1-2 dm de largo. Sus vistosas flores facilitan la identificación taxonómica a distancia.  Las flores aparecen antes de surgir las hojas,  digitadas, compuestas, 	coriáceas, con fuertes nervaduras; pecíolo de 2,5-10 cm de largo. Usualmente 5-7 foliolos, de 7-18 cm de largo por 2-6 cm de ancho,  ápices puntiagudos, base edondeada,  márgenes serrados. 
El fruto es	una silicua larga, cilíndrica, con pelos dorados, de estructura seca; de color amarilla, de 25 mm, sin deshiscencia. Con muchas semillas.

## Uso
- Construcción
- Combustible
- Arbolado urbano
- Medicinal
- Paisajismo

## Taxonomía
Handroanthus albus fue descrita por (Cham.) Mattos y publicado en Loefgrenia; communicaçoes avulsas de botânica 50: 2. 1970.
Etimología
Su anterior género, Tabebuia, se refiere a su nombre vernáculo brasileño: tabebuia o taiaveruia;  
albus: epíteto latíno que  se refiere a la pelusa blanca en las ramillas nuevas y en las hojas, siendo una característica dendrológica muy fuerte,  superando a otros lapachos  amarillos.
Sinonimia
- Tabebuia alba (Cham.) Sandwith
- Tecoma alba Cham. basónimo[3][4]

## Nombre común
En Paraguay: tajy sayju o lapacho amarillo; en Argentina: lapacho amarillo; en Brasil: ipê amarelo.